# Коханов, Николай Васильевич
Николай Васильевич Коханов (1854 — ?) — русский военный деятель, генерал от артиллерии (1917).

## Биография
В службу вступил в 1869 году, в 1872 году после окончании Михайловского артиллерийского училища произведён в подпоручики и выпущен в 29-ю артиллерийскую бригаду. В 1873 году произведён в прапорщики гвардии, в 1874 году в подпоручики гвардии.
С 1877 года участник Русско-турецкой войны, за храбрость в этой компании был награждён орденом Святой Анны IV степени «За храбрость».
в 1885 году произведён в штабс-капитаны гвардии, в 1892 году в капитаны гвардии. В 1895 году произведён в полковники. С 1895 по 1899 годы командир батарей — 5-й в Лейб-гвардии артиллерийской бригаде, 1-й в 3-й резервной артиллерийской бригаде и 3-й в 23-й артиллерийской бригаде. С 1899 года командир 1-го дивизиона 22-й артиллерийской бригады. В 1903 году произведён в генерал-майоры с назначением командиром 43-й артиллерийской бригады.
С 1904 года участник Русско-японской войны, за храбрость в этой компании был награждён орденом Святого Станислава I степени с мечами и Золотой георгиевской саблей «За храбрость».
В 1908 году произведён в генерал-лейтенанты с назначением начальником артиллерии 6-го армейского корпуса. С 1910 года инспектор артиллерии 25-го армейского корпуса. С 1914 года участник Первой мировой войны, с 1916 года инспектор артиллерии 4-й армии. За храбрость в этой компании был награждён орденами Святого Владимира II степени с мечами, Белого орла с мечами и мечами к имеющемуся ордену Святой Анны I степени.
В 1917 году произведён в генералы от артиллерии с увольнением в отставку.